# NGC 1052
NGC 1052 è una galassia ellittica situata nella costellazione della Balena, a una distanza di circa 61 milioni di anni luce dalla nostra Via Lattea.

## Scoperta
La galassia è stata scoperta il 10 gennaio 1785 dall'astronomo britannico di origine tedesca William Herschel.

## Descrizione
NGC 1052 presenta una larga riga a 21 cm dell'idrogeno neutro. È stata utilizzata da Gérard de Vaucouleurs come esempio di galassia di tipo E4 nel suo atlante di classificazione morfologica delle galassie. È considerata una galassia attiva del tipo Seyfert 2 (Sy 2).
È inoltre una radiogalassia a spettro continuo (Flat-Spectrum Radio Source) che presenta un getto di emissione di onde radio. Il database SIMBAD la classifica come galassia LINER, cioè una galassia il cui nucleo presenta uno spettro di emissione caratterizzato da larghe righe di atomi debolmente ionizzati.

## Buco nero supermassiccio
Secondo uno studio del 2002, la massa del buco nero che si ritiene sia situato al centro di NGC 1052 sarebbe di 1,55 x 108 {\displaystyle M_{\odot }} (108,19 {\displaystyle M_{\odot }}).
Basandosi sulla velocità interna della galassia misurata dal Telescopio spaziale Hubble, la massa del buco nero supermassiccio posto al centro di NGC 1052 sarebbe compreso tra 94 e 360 milioni di masse solari.

## Gruppo di NGC 1084

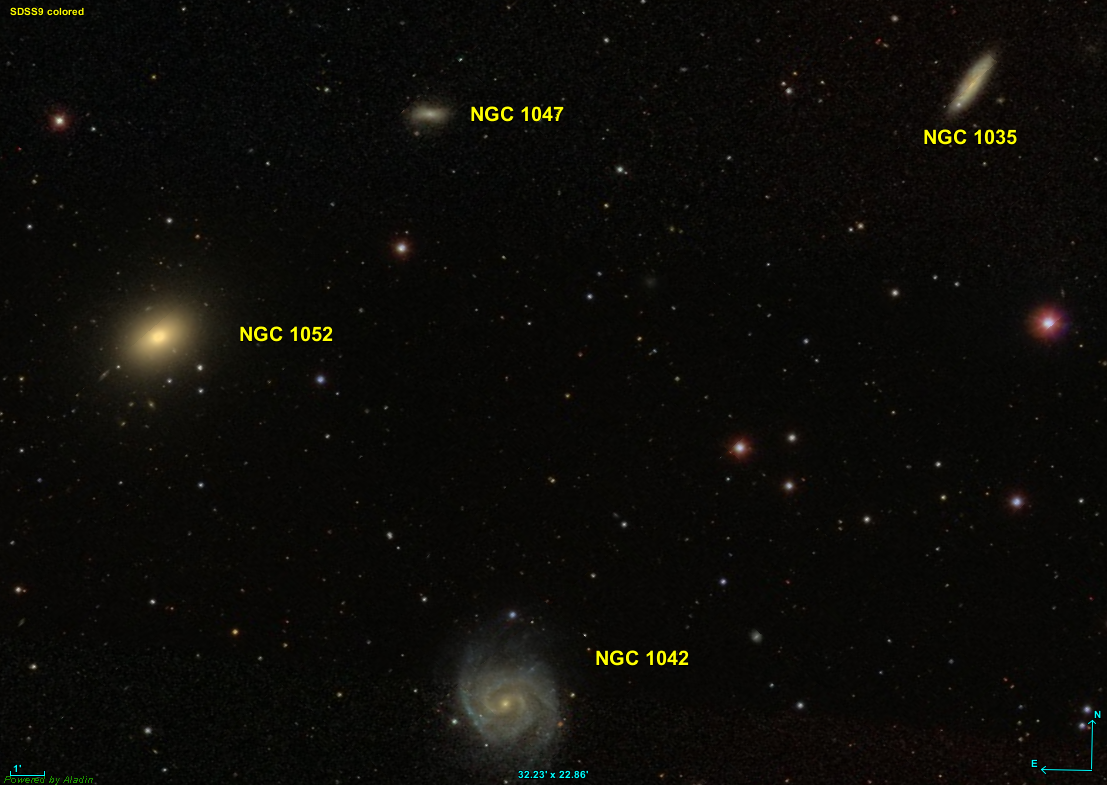
Le galassie NGC 1035, NGC 1042, NGC 1047 e NGC 1052 che fanno parte del Gruppo di NGC 1084. (SDSS)

NGC 1052 appartiene al Gruppo di NGC 1084, un raggruppamento che comprende almeno quattordici galassie situate nelle costellazioni della Balena e dell'Eridano. La distanza media tra il centro di massa di questo gruppo e la nostra Via Lattea è di circa 58 milioni di anni luce (17,78 milioni di parsec).
Le galassie componenti il gruppo, indicate nell'articolo di Garcia del 1993 e inserite nel New General Catalogue sono: NGC 988, NGC 991, NGC 1022, NGC 1035, NGC 1042, NGC 1047, NGC 1051 (=NGC 961), NGC 1052, NGC 1084, NGC 1110 e NGC 1140. Queste galassie, tranne NGC 1047 e NGC 1140, sono incluse anche nella lista pubblicata sul sito Un Atlas de L'Univers di Richard Powell. Powell designa il raggruppamento come Gruppo di NGC 1052.